# Canton de Béziers-3
Le canton de Béziers 3 est une circonscription électorale française située l'Hérault, dans l'Arrondissement de Béziers.
À la suite du redécoupage cantonal de 2014, les limites territoriales du canton sont remaniées.

## Histoire
Les cantons de Béziers-3 et Béziers-4 ont été créés en 1973 (décret du 23 juillet 1973), en divisant ceux de Béziers-1 et Béziers-2.
Leurs limites ont été modifiées en 1985, le décret du 31 janvier 1985 détache la commune de Lespignan du canton de Béziers-4 et la rattache au canton de Béziers-3.

## Représentation

### Représentation de 1973 à 2015
| Période | Période | Identité          | Étiquette          | Qualité |
| ------- | ------- | ----------------- | ------------------ | --- |
| 1973    | 1998    | Jules Faigt       | PS (exclu en 1995) | Comptable puis représentant de commerce Ancien conseiller général du Canton de Béziers-2 (1967-1973) Sénateur (1980-1989) Conseiller régional Adjoint au maire de Béziers (1959-1976, 1977-1983 et 1989-1995) Suppléant du député Raoul Bayou (1958-1980) |
| 1998    | 2011    | Michel Bozzarelli | PS                 | Maire de Cazouls-lès-Béziers (1998-2008) |
| 2011    | 2015    | Philippe Vidal    | PS                 | Comptable, maire de Cazouls-lès-Béziers depuis 2008 Elu en 2015 dans le Canton de Cazouls-lès-Béziers |

### Représentation à partir de 2015
| Période élective | Période élective | Mandat | Mandat   | Identité           | Nuance | Nuance | Qualité                                                               |
| ---------------- | ---------------- | ------ | -------- | ------------------ | ------ | ------ | --------------------------------------------------------------------- |
| 2015             | 2021             | 2015   | 2021     | Nicole Zénon       |        | RN     | Directrice d'école à Béziers                                          |
| 2015             | 2021             | 2015   | 2021     | Franck Manogil     |        | RN     | Chef de dépôt                                                         |
| 2021             | 2028             | 2021   | en cours | Jean-Louis Respaud |        | DVD    | Maitre de conférences à l'Université de Montpellier, habitant Servian |
| 2021             | 2028             | 2021   | en cours | Nicole Zénon       |        | RN     | Ancienne directrice d'école à Béziers                                 |

### Résultats détaillés

#### Élections de mars 2015
À l'issue du 1er tour des élections départementales de 2015, deux binômes sont en ballottage : Nicole Zenon et Franck Manogil (FN, 46,86 %) et Fabienne Langin et Claude Zemmour (PS, 21,72 %). Le taux de participation est de 49,86 % (15 269 votants sur 30 625 inscrits) contre 51,87 % au niveau départemental et 50,17 % au niveau national.
Au second tour, Nicole Zenon et Franck Manogil (FN) sont élus avec 59,18 % des suffrages exprimés et un taux de participation de 52,19 % (8 452 voix pour 15 982 votants et 30 625 inscrits).

#### Élections de juin 2021
Le premier tour des élections départementales de 2021 est marqué par un très faible taux de participation (33,26 % au niveau national). Dans le canton de Béziers-3, ce taux de participation est de 30,58 % (9 735 votants sur 31 835 inscrits) contre 33,27 % au niveau départemental. À l'issue de ce premier tour, deux binômes sont en ballottage : Jean-Louis Respaud et Nicole Zenon (RN, 55,2 %) et Élisabeth Manetas Mouly et Claude Zemmour (DVG, 16,51 %).
Le second tour des élections est marqué une nouvelle fois par une abstention massive équivalente au premier tour. Les taux de participation sont de 34,36 % au niveau national, 34,7 % dans le département et 32,8 % dans le canton de Béziers-3. Jean-Louis Respaud et Nicole Zenon (RN) sont élus avec 65,24 % des suffrages exprimés (6 200 voix pour 10 446 votants et 31 852 inscrits).
Jean-Louis Respaud a quitté le groupe RN en juin 2022.
| Commune                | Premier tour | Premier tour | Premier tour | Premier tour |         | Second tour | Second tour |
| Commune                | RN           | DVG          | PS-PCF       | LFI          | RN      | DVG         |             |
| ---------------------- | ------------ | ------------ | ------------ | ------------ | ------- | ----------- | ----------- |
| Commune                |              |              |              |              |         |             |             |
| Bassan                 | 50,73 %      | 19,96 %      | 14,97 %      | 14,35 %      | 62,10 % | 37,90 %     |             |
| Boujan-sur-Libron      | 51,16 %      | 20,67 %      | 14,86 %      | 13,31 %      | 59,55 % | 40,45 %     |             |
| Béziers                | 59,04 %      | 11,67 %      | 16,86 %      | 12,43 %      | 69,24 % | 30,76 %     |             |
| Cers                   | 54,58 %      | 22,89 %      | 12,85 %      | 9,68 %       | 64,83 % | 35,17 %     |             |
| Espondeilhan           | 53,31 %      | 15,23 %      | 16,56 %      | 14,90 %      | 66,32 % | 33,68 %     |             |
| Lieuran-lès-Béziers    | 58,13 %      | 16,25 %      | 15,15 %      | 10,47 %      | 71,00 % | 29,00 %     |             |
| Sauvian                | 50,88 %      | 18,42 %      | 18,02 %      | 12,68 %      | 61,32 % | 38,68 %     |             |
| Servian                | 54,58 %      | 16,16 %      | 16,43 %      | 12,84 %      | 65,44 % | 34,56 %     |             |
| Villeneuve-lès-Béziers | 52,78 %      | 24,87 %      | 11,74 %      | 10,61 %      | 58,63 % | 41,37 %     |             |
| Canton                 | 55,20 %      | 16,51 %      | 15,92 %      | 12,36 %      | 65,24 % | 34,76 %     |             |

## Composition

### Composition avant 2015

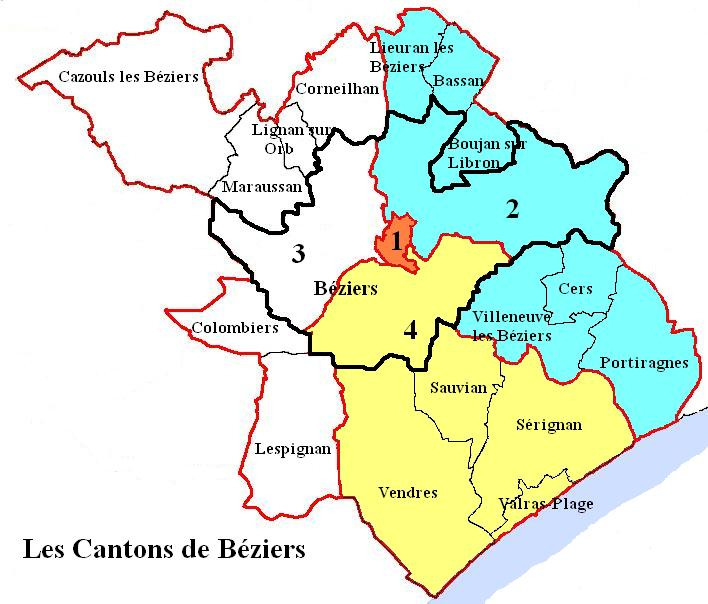
Carte des cantons de Béziers avant 2015

Le canton de Béziers regroupait six communes entières et une portion de la commune de Béziers,.
| Nom                 | Code Insee | Codepostal | Superficie (km2) | Population (dernière pop. légale) | Densité (hab./km2) |
| ------------------- | ---------- | ---------- | ---------------- | --------------------------------- | ------------------ |
| Corneilhan          | 34084      | 34490      | 14,23            | 1 638 (2012)                      | 115                |
| Lignan-sur-Orb      | 34140      | 34490      | 3,41             | 2 931 (2012)                      | 860                |
| Maraussan           | 34148      | 34370      | 12,37            | 3 976 (2012)                      | 321                |
| Cazouls-lès-Béziers | 34069      | 34370      | 38,46            | 4 671 (2012)                      | 121                |
| Colombiers          | 34081      | 34440      | 10,14            | 2 337 (2012)                      | 230                |
| Lespignan           | 34135      | 34710      | 22,92            | 3 192 (2012)                      | 139                |

### Composition depuis 2015

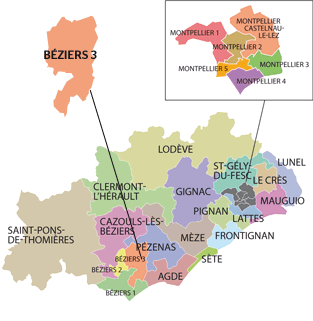
Situation du canton de Béziers-3 dans le département de l'Hérault après 2015.

Le nouveau canton de Béziers-3 est composé d'une partie de Béziers et de huit communes entières.
| Nom                             | Code Insee | Intercommunalité        | Superficie (km2) | Population (dernière pop. légale)                | Densité (hab./km2) | Modifier                                    |
| ------------------------------- | ---------- | ----------------------- | ---------------- | ------------------------------------------------ | ------------------ | ------------------------------------------- |
| Béziers (bureau centralisateur) | 34032      | CA Béziers Méditerranée | 95,48            | Fraction : 21 766 (2022) Commune : 80 815 (2022) | 846                | modifier les données · modifier les données |
| Bassan                          | 34025      | CA Béziers Méditerranée | 6,79             | 2 353 (2022)                                     | 347                | modifier les données · modifier les données |
| Boujan-sur-Libron               | 34037      | CA Béziers Méditerranée | 7,02             | 3 536 (2022)                                     | 504                | modifier les données · modifier les données |
| Cers                            | 34073      | CA Béziers Méditerranée | 7,85             | 2 523 (2022)                                     | 321                | modifier les données · modifier les données |
| Espondeilhan                    | 34094      | CA Béziers Méditerranée | 5,08             | 1 176 (2022)                                     | 231                | modifier les données · modifier les données |
| Lieuran-lès-Béziers             | 34139      | CA Béziers Méditerranée | 8,51             | 1 483 (2022)                                     | 174                | modifier les données · modifier les données |
| Sauvian                         | 34298      | CA Béziers Méditerranée | 13,07            | 5 498 (2022)                                     | 421                | modifier les données · modifier les données |
| Servian                         | 34300      | CA Béziers Méditerranée | 40,61            | 5 427 (2022)                                     | 134                | modifier les données · modifier les données |
| Villeneuve-lès-Béziers          | 34336      | CA Béziers Méditerranée | 17,31            | 4 283 (2022)                                     | 247                | modifier les données · modifier les données |
| Canton de Béziers-3             | 3404       |                         |                  | 48 045 (2022)                                    |                    | modifier les données                        |

Il inclut les quartiers de Béziers suivants :
- La Courondelle
- La Crouzette
- La Dullague
- Cité Million
- La Grangette
- l’Iranget
- Quartier Pasteur

## Démographie

### Démographie avant 2015
| 1975 | 1982 | 1990   | 1999   | 2006   | 2011   | 2012   |
| ---- | ---- | ------ | ------ | ------ | ------ | ------ |
| -    | -    | 26 176 | 27 654 | 30 113 | 32 823 | 33 873 |

### Démographie depuis 2015
En 2022, le canton comptait 48 045 habitants, en évolution de +9,11 % par rapport à 2016 (Hérault : +7,49 %, France hors Mayotte : +2,11 %).
| 2013   | 2018   | 2022   |
| ------ | ------ | ------ |
| 42 243 | 45 371 | 48 045 |